# Djurgårdens IF herrfotboll 1997
Djurgårdens IF Fotboll, säsongen 1997. Deltog i följande mästerskap: Division 1 Norra och Svenska cupen.
Efter degraderingen 1996 var målet att snabbt ta sig tillbaka till Allsvenskan men det misslyckades. Bara en seger på sista sex matcherna gjorde att man tappade förstaplatsen och istället behövde kvalspela mot Östers IF, den dåliga formen höll i sig och man förlorade dubbelmötet med 1-3.
Svenska cupen slutade också i fiasko efter förlust mot division 2-laget Piteå IF.
Annat noterbart som hände under året är att kommande ordföranden Bo Lundquist valdes in i styrelsen samt att supporterföreningen Blue Saints bytte namn till Järnkaminerna.

## Truppen

### Ledare
| Nat     | Tränare        | Position             | Född       | I DIF sedan | Kontrakt till | Kom från      |
| ------- | -------------- | -------------------- | ---------- | ----------- | ------------- | ------------- |
| Sverige | Roger Lundin   | Huvudtränare         | 1958-07-31 | 1997        | 1998-12-31    | IK Brage      |
| Sverige | Lennart Lundin | Assisterande tränare | 1959-09-08 | 1997        | 1998-12-31    | BKV Norrtälje |

### Spelare
| Nr | Nat     | Spelare                  | Position    | Född       | Längd  | Vikt  | I DIF sedan          | Kontrakt till | Kom från                | Moderklubb              | Seriematcher (inkl kval) | Seriemål (inkl kval) |
| -- | ------- | ------------------------ | ----------- | ---------- | ------ | ----- | -------------------- | ------------- | ----------------------- | ----------------------- | ------------------------ | -------------------- |
| 1  | Sverige | Magnus Lindblad          | Målvakt     | 1972-09-12 | 189 cm | 84 kg | 1996                 | 1997-12-31    | Djurgårdens IF Juniorer | IK Frej                 | 4                        | 0                    |
| 15 | Norge   | Thor-André Olsen         | Målvakt     | 1964-04-28 | Okänt  | Okänt | 1994                 |               | SK Brann                | Mo IL                   | 101                      | 0                    |
| 2  | Sverige | Carlos Banda             | Back        | 1977-08-23 | 182 cm | 78 kg | 1996                 |               | Djurgårdens IF Juniorer | IFK Österåker           | 9                        | 0                    |
| 4  | Sverige | Kenneth Bergqvist        | Back        | 1968-09-02 | 191 cm | 84 kg | 1993 (och 1988-1990) |               | Spånga IS               | Spånga IS               | 117                      | 5                    |
| 5  | Sverige | Johan Andersson          | Back        | 1974-10-30 | 188 cm | 87 cm | 1993                 |               | Gröndals IK             | Djurgårdens IF Juniorer | 106                      | 13                   |
| 14 | Sverige | Peter Langemar           | Back        | 1974-02-04 | 189 cm | 90 kg | 1993                 |               | Djurgårdens IF U19      | Djurgårdens IF          | 69                       | 10                   |
| 16 | Sverige | Stefan Alvén (lagkapten) | Back        | 1968-12-12 | 182 cm | 80 kg | 1995                 | 1997-12-31    | Malmö FF                | Asmundtorps IF          | 72                       | 2                    |
| 17 | Sverige | Jon Persson              | Back        | 1976-05-31 | 179 cm | 73 kg | 1997                 | 1998-12-31    | IK Brage                | Bullermyrens IK         | 26                       | 3                    |
| 18 | Sverige | Magnus Olsson            | Back        | 1978-04-24 | 184 cm | 86 kg | 1997                 |               | Djurgårdens IF Juniorer | Djurgårdens IF Juniorer | 0                        | 0                    |
| 3  | Sverige | Kaj Eskelinen            | Mittfältare | 1969-02-21 | Okänt  | Okänt | 1994                 |               | SK Brann                | Västra Frölunda IF      | 93                       | 34                   |
| 6  | Sverige | Michael Borgqvist        | Mittfältare | 1967-12-17 | 178 cm | 77 kg | 1997                 | 1999-12-31    | AIK FF                  | Spårvägens FF           | 27                       | 2                    |
| 7  | Sverige | Fred Persson             | Mittfältare | 1973-08-22 | 177 cm | 75 kg | 1992                 |               | Djurgårdens IF Juniorer | Bro IK                  | 117                      | 4                    |
| 8  | Sverige | Zoran Stojcevski         | Mittfältare | 1971-03-04 | 188 cm | 90 kg | 1994                 |               | IFK Göteborg            | IFK Göteborg            | 68                       | 17                   |
| 10 | Sverige | Christer Bergqvist       | Mittfältare | 1973-02-26 | 182 cm | 78 kg | 1997                 | 1999-12-31    | GIF Sundsvall           | IFK Härnösand           | 16                       | 1                    |
| 12 | Sverige | Markus Karlsson          | Mittfältare | 1972-08-30 | 184 cm | 79 kg | 1996                 |               | Rimbo IF                | BKV Norrtälje           | 35                       | 1                    |
| 22 | Serbien | Aleksandar Jovovic       | Mittfältare | 1968-04-07 | Okänt  | Okänt | 1997*                | 1997-12-31    | OFK Belgrad             |                         | 3                        | 0                    |
| 25 | Sverige | Sharbel Touma            | Mittfältare | 1979-03-25 | 177 cm | 69 kg | 1995                 |               | Djurgårdens IF Juniorer | Motala AIF              | 8                        | 0                    |
| 9  | Sverige | Fredrik Dahlström        | Anfallare   | 1971-11-01 | 183 cm | 80 kg | 1996                 |               | Malmö FF                | Höllvikens GIF          | 46                       | 20                   |
| 11 | Sverige | Bosse Andersson          | Anfallare   | 1968-08-26 | 180 cm | 78 kg | 1996 (och 1994-1995) |               | SC Braga                | Rö IK                   | 86                       | 41                   |
| 13 | Sverige | Christian Gröning        | Anfallare   | 1978-08-14 | 186 cm | 80 kg | 1995                 |               | Djurgårdens IF Juniorer | Djurgårdens IF          | 5                        | 0                    |
| 20 | Sverige | Daniel Nannskog          | Anfallare   | 1974-05-22 | 180 cm | 75 kg | 1997                 | 1997-12-31    | Malmö FF                | Högaborgs BK            | 23                       | 10                   |
| 21 | Sverige | Lucas Nilsson            | Anfallare   | 1973-07-16 | 173 cm | 73 kg | 1996                 |               | Gnesta FF               | Björnlunda IF           | 8                        | 0                    |

## Division 1 Norra
| Omgång | Datum        | Motståndare       | H/B | Resultat | Målskyttar                                                                | Publik | Domare                        | Arena              | Position |
| ------ | ------------ | ----------------- | --- | -------- | ------------------------------------------------------------------------- | ------ | ----------------------------- | ------------------ | -------- |
| 2      | 29 april     | Nacka FF          | H   | 0-0      |                                                                           | 2.161  | Hans Grönlund, Njurunda       | Stockholms Stadion | 6        |
| 3      | 4 maj        | Assyriska FF      | B   | 3-0      | Langemar 12', Karlsson 30', Dahlström 73'                                 | 3.156  | Sven Holgersson, Löddeköpinge | Bårsta IP          | 3        |
| 4      | 12 maj       | IK Brage          | H   | 1-0      | Borgqvist 57'                                                             | 1.639  | Tony Rydén, Karlskrona        | Stockholms Stadion | 2        |
| 1      | 15 maj*      | IFK Luleå         | B   | 1-0      | Dahlström 88'                                                             | 561    | Peter Fröjdefeldt, Eskilstuna | Skogsvallen        | 5        |
| 5      | 19 maj       | Spårvägens FF     | B   | 5-1      | Eskelinen 19', Langemar 20', Dahlström 33', Alvén 47', Bergqvist 53'      | 1.655  | Thomas Enegren, Rödeby        | Kristinebergs IP   | 1        |
| 6      | 26 maj       | Hammarby IF       | H   | 0-1      |                                                                           | 12.542 | Sten Johanzon, Finspång       | Råsunda (h)        | 4        |
| 7      | 1 juni       | Enköpings SK      | B   | 5-3      | Dahlström (3) 7', 28', 40', J. Andersson 28' (straff), Eskelinen 71'      | 2.503  | Bengt Green, Markaryd         | Enavallen          | 4        |
| 8      | 4 juni       | Lira Luleå BK     | H   | 3-0      | Nannskog 35', Eskelinen (2) 62', 83'                                      | 1.320  | Johnny Lundbäck               | Stockholms Stadion | 1        |
| 9      | 10 juni      | Umeå FC           | B   | 2-2      | Nannskog 3'. Dahlström 36'                                                | 5.063  |                               | Gammliavallen      | 2        |
| 10     | 16 juni      | IF Brommapojkarna | H   | 1-0      | C. Bergqvist 67'                                                          | 1.420  |                               | Stockholms Stadion | 1        |
| 11     | 22 juni      | GIF Sundsvall     | B   | 0-3      |                                                                           | 888    |                               | Idrottsparken      | 2        |
| 12     | 29 juni      | Vasalunds IF      | H   | 3-0**    | Dahlström 85'                                                             | 1.896  | Jonas Hagberg, Kristinehamn   | Stockholms Stadion | 2        |
| 13     | 3 juli       | Gefle IF          | H   | 2-1      | Dahlström 45', J. Persson 89'                                             | 2.012  |                               | Stockholms Stadion | 2        |
| 14     | 3 augusti    | Gefle IF          | B   | 4-3      | Dahlström (2) 18', 84', Eskelinen 70' J. Persson 89'                      | 2.112  |                               | Strömvallen        | 2        |
| 15     | 12 augusti   | IF Brommapojkarna | B   | 5-0      | Stojcevski (2) 9', 71', Borgqvist 65', J. Andersson 77', B. Andersson 90' | 2.643  |                               | Grimsta IP         | 2        |
| 16     | 18 augusti   | Umeå FC           | H   | 5-1      | Nannskog (2) 35', 39', Dahlström 55', J. Andersson 73', Självmål 78'      | 4.109  |                               | Stockholms Stadion | 1        |
| 17     | 26 augusti   | Vasalunds IF      | B   | 4-1      | Stojcevski (2) 36', 71', B. Andersson 54', J. Andersson 73'               | 3.662  |                               | Skytteholms IP     | 1        |
| 18     | 2 september  | GIF Sundsvall     | H   | 2-1      | Eskelinen 29', Nannskog 50'                                               | 3.481  | Paul Myllenberg, Helsingborg  | Stockholms Stadion | 1        |
| 19     | 7 september  | Lira Luleå BK     | B   | 4-2      | Nannskog 12', Dahlström 28', Eskelinen 37', Stojcevski 69'                | 812    |                               | Skogsvallen        | 1        |
| 20     | 11 september | Enköpings SK      | H   | 2-0      | Nannskog (2) 25', 50'                                                     | 1.642  |                               | Stockholms Stadion | 1        |
| 21     | 23 september | Spårvägens FF     | H   | 3-3      | Eskelinen (3), 6', 24', 86'                                               | 1.531  | Tony Rydén, Karlskrona        | Stockholms Stadion | 1        |
| 22     | 28 september | IK Brage          | B   | 2-4      | J. Andersson 29' (straff), Langemar 32'                                   | 1.756  | Christer Fällström            | Domnarvsvallen     | 2        |
| 23     | 1 oktober    | Hammarby IF       | B   | 2-2      | J. Andersson 44' (straff), Karlsson 88'                                   | 9.127  | Leif Sundell                  | Söderstadion       | 2        |
| 24     | 6 oktober    | Assyriska FF      | H   | 0-0      |                                                                           | 1.921  | Andreas Kovacs, Bjuv          | Stockholms Stadion | 2        |
| 25     | 13 oktober   | Nacka FF          | B   | 5-1      | Dahlström 18', Nannskog 75', Eskelinen (3) 77', 89', 92' (straff)         | 2.191  | Sven Holgersson, Löddeköpinge | Nacka IP           | 2        |
| 26     | 19 oktober   | IFK Luleå         | H   | 1-1      | Nannskog 64'                                                              | 2.893  |                               | Stockholms Stadion | 2        |

- = Seriepremiären flyttad från 20 april pga snötäckt plan
- = Djurgården tilldömd seger mot Vasalund med 3-0 efter att de använt en oregistrerad spelare.

### Kval till Allsvenskan 1997
| Omgång | Datum      | Motståndare | H/B | Resultat | Målskyttar   | Varningar                                 | Publik | Domare            | Arena              |
| ------ | ---------- | ----------- | --- | -------- | ------------ | ----------------------------------------- | ------ | ----------------- | ------------------ |
| 1/2    | 29 oktober | Östers IF   | H   | 1-1      | Dahlström 5' |                                           | 6.046  | Martin Ingvarsson | Stockholms Stadion |
| 2/2    | 5 november | Östers IF   | B   | 0-2      |              | Karlsson 55' (rött), Stojcevki, Dahlström | 6.833  | Per-Olof Ståhl    | Värendsvallen      |

## Svenska cupen

### 1996/1997
| Omgång   | Datum             | Motståndare | H/B | Resultat | Målskyttar | Arena       | Publik |
| -------- | ----------------- | ----------- | --- | -------- | --- | ----------- | ------ |
| Omgång 2 | 22 augusti 1996   | Delsbo IF   | B   | 14-1     | Gröning (5) 29', 31', 37', 61', 75', Eskelinen(4) 3', 45', 51', 67', Karlsson (2) 11', 22', Langemar 25', Stojcevski 68', Jansson 86' | Delsbo      | 1 425  |
| Omgång 3 | 25 september 1996 | Piteå IF    | B   | 3-4      | Åslund 38', Pehrsson 58', Eskelinen 90'                                                                                               | Kvarnvallen | 2 000  |

### 1997/1998
| Omgång         | Datum             | Motståndare                       | H/B | Resultat | Målskyttar                                                              | Publik | Arena              |
| -------------- | ----------------- | --------------------------------- | --- | -------- | ----------------------------------------------------------------------- | ------ | ------------------ |
| 1              | 27 juli 1997      | Arnäs IF (division 4)             | B   | 8-2      | B. Andersson (2), Dahlström (2), Alvén, Touma, K. Bergqvist, J. Persson | 600    | Okänt              |
| 2              | 28 augusti 1997   | Täfteå IK (division 3)            | B   | 2-0      | B. Andersson 50', Nilsson 55'                                           | 490    | Okänt              |
| 3              | 17 september 1997 | Gestrike-Hammarby IF (division 3) | B   | 5-2      | Nannskog (2), Eskelinen (2), Stojcevski                                 | 520    | Okänt              |
| 16-delsfinal   | 29 mars 1998      | Väsby IK (division 2)             | B   | 6-1      | Langemar (2), Borgqvist, Stojcevski, Nilsson, F. Persson                | 430    | Stadshagens IP     |
| Åttondelsfinal | 20 april 1998     | Västerås SK (division 1)          | B   | 1-0      | Nannskog                                                                | 921    | Arosvallen         |
| Kvartsfinal    | 29 april 1998     | IFK Luleå (division 1)            | H   | 6-0      | Nilsson (2), J. Persson (2), Karlsson, Nannskog                         | 1 550  | Stockholms Stadion |
| Semifinal      | 7 maj 1998        | Helsingborgs IF (allsvenskan)     | H   | 0-2      |                                                                         | 2 871  | Stockholms Stadion |

## Träningsmatcher
|                          | Datum           | Motståndare       | H/B | Resultat | Målskyttar                                          | Publik | Arena                |
| ------------------------ | --------------- | ----------------- | --- | -------- | --------------------------------------------------- | ------ | -------------------- |
| Inomhus-SM (five-a-side) | 20 januari 1997 | IFK Uddevalla     | H   | 5-0      | Okänt                                               | Okänt  | Okänt                |
| Inomhus-SM (five-a-side) | 20 januari 1997 | Herrljunga SK     | B   | 3-5      | Okänt                                               | Okänt  | Okänt                |
| Inomhus-SM (five-a-side) | 20 januari 1997 | Gunnilse IS       | B   | 6-2      | Okänt                                               | Okänt  | Okänt                |
| Träningsmatch            | 15 februari     | Nacka FF          | H   | 6-0      | Dahlström (2), Eskelinen, Självmål, Touma, Langemar | Okänt  | Stadshagens IP       |
| Träningsmatch            | 23 februari     | Örebro SK         | B   | 3-2      | Dahlström (2), Nannskog                             | Okänt  | Eyravallens grusplan |
| Träningsmatch            | 1 mars          | Västerås SK       | H   | 1-0      | Eskelinen                                           | Okänt  | Stadshagens IP       |
| Träningsmatch            | 8 mars          | Lira Luleå        | H   | 3-0      | Dahlström, Touma, Stojcevski (straff)               | Okänt  | Stadshagens IP       |
| Träningsmatch            | 16 mars         | IFK Norrköping    | B   | 0-1      |                                                     | Okänt  | Norrköping           |
| Träningsmatch            | 26 mars         | IF Brommapojkarna | H   | 2-2      | Dahlström, Eskelinen                                | Okänt  | Stadshagens IP       |
| Träningsläger i Dubai    | 6 april         | Al Shabab         | B   | 3-1      | Dahlström, Nannskog, F. Persson                     | Okänt  | Dubai                |
| Träningsläger i Dubai    | 9 april         | Al Shabab         | B   | 0-1      |                                                     | Okänt  | Dubai                |
| Träningsmatch            | 19 juli         | IFK Gävle         | H   | 3-1      | Langemar, F. Persson, Gröning.                      | Okänt  | Okänt                |

## Intern skytteliga
| Spelare            | Seriematcher | Seriemål | Kvalmatcher | Kvalmål |
| ------------------ | ------------ | -------- | ----------- | ------- |
| Fredrik Dahlström  | 25           | 14       | 2           | 1       |
| Kaj Eskelinen      | 23           | 13       | 2           | 0       |
| Daniel Nannskog    | 23           | 10       | 2           | 0       |
| Johan Andersson    | 18           | 6        | 2           | 0       |
| Zoran Stojcevski   | 19           | 5        | 2           | 0       |
| Peter Langemar     | 23           | 3        | 2           | 0       |
| Jon Persson        | 24           | 3        | 2           | 0       |
| Bosse Andersson    | 20           | 2        | 0           | 0       |
| Michael Borgqvist  | 25           | 2        | 2           | 0       |
| Markus Karlsson    | 13           | 1        | 2           | 0       |
| Christer Bergqvist | 16           | 1        | 0           | 0       |
| Fred Persson       | 20           | 1        | 1           | 0       |
| Stefan Alvén       | 22           | 1        | 2           | 0       |
| Thor-André Olsen   | 25           | 0        | 2           | 0       |
| Kenneth Bergqvist  | 22           | 0        | 0           | 0       |
| Sharbel Touma      | 8            | 0        | 0           | 0       |
| Lucas Nilsson      | 7            | 0        | 0           | 0       |
| Carlos Banda       | 6            | 0        | 0           | 0       |
| Christian Gröning  | 4            | 0        | 0           | 0       |
| Alexandar Jovovic  | 3            | 0        | 0           | 0       |
| Magnus Lindblad    | 1            | 0        | 0           | 0       |
| Självmål           |              | 1        |             |         |

## Truppförändringar
Efter Allsvenskan 1996 och inför/under säsongen 1997

### Spelare/tränare in
| Datum            | Nr | Namn               | Från          | Position             | Kommentar                                      | Länk  |
| ---------------- | -- | ------------------ | ------------- | -------------------- | ---------------------------------------------- | ----- |
| 28 november 1996 | X  | Roger Lundin       | IK Brage      | Tränare              | 2-årskontrakt (tom 31 december 1998)           | dn.se |
| 28 november 1996 | X  | Lennart Lundin     | BKV Norrtälje | Assisterande tränare | 2-årskontrakt (tom 31 december 1998)           | dn.se |
| 7 januari 1997   | 6  | Michael Borgqvist  | Spårvägens FF | Mittfältare          | 3-årskontrakt (tom 31 december 1999)           | dn.se |
| 17 januari 1997  | 10 | Christer Bergqvist | GIF Sundsvall | Mittfältare          | 3-årskontrakt (tom 31 december 1999)           | dn.se |
| 14 januari 1997  | 17 | Jon Persson        | IK Brage      | Back                 | 2-årskontrakt (tom 31 december 1998)           | dn.se |
| 10 maj 1997      | 20 | Daniel Nannskog    | Malmö FF      | Anfallare            | Lån (tom 31 december 1997) med köpoption.      | dn.se |
| 10 augusti 1997  | 22 | Alexandar Jovovic  | OFK Belgrad   | Mittfältare          | Kontrakt (tom 31 december 1997) med köpoption. | dn.se |

### Spelare/tränare ut
| Datum            | Nr | Namn              | Från              | Position    | Kommentar                                                               | Länk  |
| ---------------- | -- | ----------------- | ----------------- | ----------- | ----------------------------------------------------------------------- | ----- |
| Hösten 1996      | 17 | Magnus Pehrsson   | Bradford City AFC | Mittfältare | Utlånad tom 2 mars 1997 med möjlighet att bryta det varje månadsskifte. | dn.se |
| 20 november 1996 | 10 | Nebojsa Novakovic | AIK FF            | Anfallare   | 3-årskontrakt (tom 31 december 1999)                                    | dn.se |
| 25 november 1996 | X  | Anders Grönhagen  |                   | Tränare     | Lämnar tränarjobbet och blir sportchef                                  | dn.se |
| 29 november 1996 | 6  | Jesper Jansson    | Stabæk IF         | Mittfältare | 2-årskontrakt (tom 31 december 1998)                                    | dn.se |
| 3 december 1996  | 18 | Martin Åslund     | IFK Norrköping    | Mittfältare | 3-årskontrakt (tom 31 december 1999)                                    | dn.se |
| 10 december 1996 | 19 | Kleber Saarenpää  | IFK Norrköping    | Back        |                                                                         | dn.se |
| 10 december 1996 | 17 | Magnus Pehrsson   | IFK Göteborg      | Mittfältare | 3-årskontrakt (tom 31 december 1999)                                    | dn.se |
| Inför säsongen   | 24 | Andreas Öhman     | Okänt             |             |                                                                         |       |
| Inför säsongen   | 20 | Anders Bengtsson  | Slutar            |             |                                                                         |       |
| Inför säsongen   | 23 | Tony Löfholm      | Okänt             |             |                                                                         |       |
| Inför säsongen   | 22 | Mustafa Demirtas  | Okänt             |             |                                                                         |       |